# Phthitia obunca
Phthitia obunca är en tvåvingeart som beskrevs av Marshall 1992. Phthitia obunca ingår i släktet Phthitia och familjen hoppflugor.
Artens utbredningsområde är Arizona. Inga underarter finns listade i Catalogue of Life.